# Orectolobus reticulatus
Orectolobus reticulatus is een vissensoort uit de familie van de wobbegongs (Orectolobidae). De wetenschappelijke naam van de soort is voor het eerst geldig gepubliceerd in 2008 door Last, Pogonoski & White.